# 北恵那鉄道デ1形電車
北恵那鉄道デ1形電車（きたえなてつどうデ1がたでんしゃ）とは、かつて北恵那鉄道北恵那鉄道線で運用された電車である。

## 概要
1924年（大正13年）、梅鉢鉄工所製の木造車両であり、北恵那鉄道開通時の電車である。デ1 - 3・5の4両が存在した。開業時に電気機関車が配備されていなかったこともあり、貨車牽引も行っていた。
新製時の台車はラジアル台車（ブリルE-2）であったが、1957年（昭和32年）の名古屋市交通局より路面電車の台車（ブリル76-E-2）を購入し、ボギー車化されている。また、車体も老朽化のため、1943年頃に更新している。集電装置は当初ポールであったが、1962年（昭和37年）にZ型パンタグラフに変更されている。
1964年（昭和39年）、名古屋鉄道より560形が入線すると、デ1形のうち1・3・4が廃車となる。デ2は電気機関車の代用として残り、1978年（昭和53年）9月18日、北恵那鉄道線の廃止まで運用され、廃車となる。その後は中津川市内で静態保存されていたが、1996年（平成8年）に解体された。

## 主要諸元
北恵那鉄道線廃止時
- 全長：10,710mm
- 全幅：2,638mm
- 全高：4,247mm
- 自量：20.0t
- 定員：50人（内座席28人）
- 電気方式：直流600V（架空電車線方式）
- 主電動機：28.2kW×4基
- 台車：ブリル76E2